# جيوفاني باتيستا دوناتي
جيوفاني باتيستا دوناتي (بالإنجليزية: Giovanni Battista Donati)‏ (و. 1826 – 1873 م) هو عالم فلك من مملكة إيطاليا . ولد في بيزا .
توفي في فلورنسا، عن عمر يناهز 47 عاماً. بسبب كوليرا .

## جوائز
حصل على جوائز منها:
- Lalande Prize [الإنجليزية]‏.